# Chernobyl 1986
Chernobyl 1986 (Черно́быль) è un film del 2021 diretto da Danila Kozlovskij.
Pellicola drammatica russa che tratta gli eventi avvenuti nell'incidente di Černobyl'.
Ispirato alla tragedia realmente accaduta nella centrale nucleare di Černobyl' che esplose il 26 aprile 1986 vicino alla città di Pryp"jat', narra l'eroico intervento dei liquidatori e le conseguenze del disastro sovietico. Tuttavia, non riporta i fatti in ordine cronologico e alcuni dei suoi personaggi, nonostante siano ispirati a persone reali, sono fittizi.
L'uscita in Russia era programmata per l'8 ottobre 2020, ma si posticipò a causa della pandemia da Covid-19. Alla fine uscì il 15 aprile 2021, in coincidenza con il 35º anniversario della tragedia.

## Trama
Per la prima volta i sopravvissuti raccontano dalla loro prospettiva l'incidente nucleare che scosse il mondo, attraverso le vicende del pompiere Aleksej, disposto a sacrificarsi per salvare Kiev e prevenire la diffusione del disastro.

## Produzione
Il 17 aprile 2021 in un'intervista con RIA Novosti, Kozlovskij rispose a una domanda riguardo allo scopo principale del film, dicendo: 
Le riprese si sono svolte dall'inizio di giugno al 13 agosto 2019. Sono state utilizzate principalmente le strutture della centrale nucleare di Kursk nella città di Kurčatov, uno studio a Mosca, un altro a Budapest e altre località in Croazia. 
Nel luglio 2020 Capelight Pictures acquistò i diritti per distribuire il film nel Nord America  e il 3 giugno 2021 Netflix annunciò di averlo noleggiato per lo streaming sulla sua piattaforma.

### Cast
- Danila Kozlovskij nel ruolo di Aleksej Karpušin, vigile del fuoco e soccorritore.
- Oksana Akin'šina nel ruolo di Ol'ga Savostina, una parrucchiera.
- Filipp Avdeev è Valerij Gončaruk, un ingegnere nucleare.
- Nikolaj Kozak nel ruolo di Boris Nikonovič Bobylin, un sommozzatore dell'esercito sovietico.

## Colonna sonora
La colonna sonora è stata registrata dalla cantautrice Alla Borisovna Pugačëva, la quale l'8 settembre 1986 tenne un concerto all'aperto per 9.000 liquidatori nel villaggio di Capo Verde, vicinissimo a Pryp"jat' e a pochi chilometri dal reattore non ancora chiuso dall'attuale sarcofago. Successivamente le fu conferito il titolo onorifico di "Liquidatrice dell'incidente di Cernobil", ma questa esibizione nella zona di alienazione ebbe un impatto negativo sulla sua salute e compromise la sua voce.
Include un'esibizione di Alla Borisovna della canzone "Siamo solo ospiti in questa vita", scritta dalla deceduta compositrice Tat'jana Snežina.

## Accoglienza

### Critica

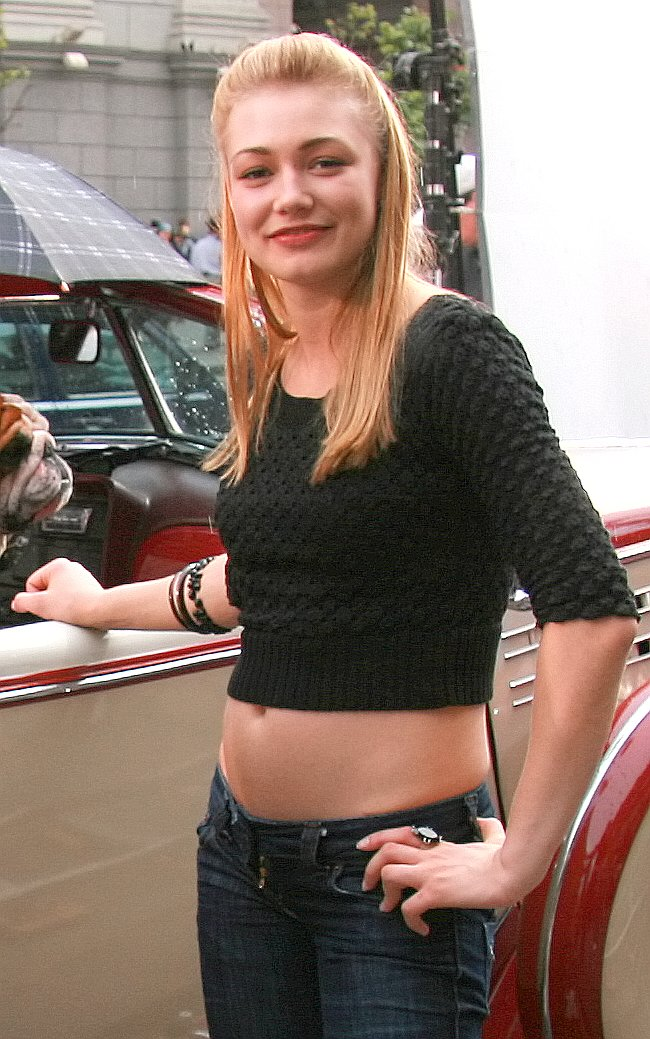
Oksana Akinšina è stata elogiata per la sua abilità interpretativa.

Il film è stato valutato in modo eterogeneo dai critici cinematografici russi, mostrando opinioni ampiamente divise sul fatto che fosse "una risposta russa" alla miniserie statunitense e, confrontandole, generalmente si sono espressi a favore di quest'ultima.  
In una recensione per la rivista Afiša, Egor Belikov ha affermato che «Chernobyl come mezzo di comunicazione con lo spettatore fallisce, ma allo stesso tempo è un film realizzato con cura che può affascinare e strappare una lacrima toccando i punti giusti". 
Meduza, un quotidiano online lettone, ha scritto: "La donna più forte di Chernobyl è la 26enne Ksenija Sereda, la direttrice della fotografia"  e Nikolai Kornackij ha condiviso questo punto di vista, elogiando il lavoro di Sereda, e dicendo inoltre riguardo Kozlovskij che è "nato un altro regista, di qualità piuttosto rare, capace di fare film di recitazione". 
Vadim Bogdanov lo ha elogiato: “Il film è decisamente di alta qualità. Stile visivo forte, le performance di Kozlovskij e Akinšina convincenti, una colonna sonora memorabile, tanto lavoro svolto su oggetti di scena, scenografie ed effetti visivi". 
Il quotidiano ufficiale russo Rossijskaja Gazeta ha pubblicato articoli di due autori con opinioni opposte. Aleksej Litovčenko ha scritto: "il film non può sicuramente essere definito né più veritiero né più spettacolare della serie di HBO", invece Andrej Maksimov lo ha elogiato: "Kozlovskij è un maestro. È un attore meraviglioso e un regista che cerca di seguire la propria strada".  